# Stylist (singolo)
Stylist è un singolo del duo musicale italiano Slings, pubblicato il 26 maggio 2023 come secondo estratto dal secondo album in studio Traphouse. Il brano vanta la collaborazione del rapper Guè.

## Tracce
Testi e musiche di Prince Boateng Osei, Ibrahima Sow, Cosimo Fini e Riccardo Chiesa.
1. Stylist (feat. Guè) – 2:19